# Epipactis pontica
Epipactis pontica là một loài thực vật có hoa trong họ Lan. Loài này được Taubenheim mô tả khoa học đầu tiên năm 1975.